# Раина, Андрей Иванович
Андрей Иванович Раина (1906, Краснокутск — 1973, Москва) — сотрудник внешней советской разведки НКВД — НКГБ — МГБ — КГБ СССР; полковник госбезопасности. В 1942—1946 годах — заместитель резидента советской разведки в США по научно-технической разведке, участвовал в сборе информации по атомной энергетике и разработке ядерного оружия в США.

## Биография

### Ранние годы
Родился в 1906 году в Краснокутске (Богодуховский уезд Харьковской губернии, ныне Харьковская область) в семье рабочего-каменщика. Украинец по национальности.
Окончил ремесленную школу в возрасте 16 лет, с мая 1922 года работал в окрестностях Богодухова: на сахарном заводе в Мурафе (подручный медник), на сахарном заводе в Пархомовке (слесарь с апреля 1923), в Александровском зерносовхозе (слесарь, председатель рабочкома с октября 1924 года), на Владимирском лесокомбинате в Краснокутске (председатель завкома с февраля 1926) и в потребкооперации в Мурафе (председатель правления с января 1929 года). Член ВКП(б) с декабря 1927 года.
В октябре 1929 года призван в РККА. Службу проходил в 6-м полку связи Украинского военного округа до марта 1930 года. Позже поступил в 1-ю авиатехническую школу РККА (Ленинградский военный округ), где учился до апреля 1932 года, после чего был назначен помощником начальника мастерских при школе. С апреля 1934 по январь 1939 годы учился в Военно-воздушной академии РККА имени Жуковского, после её окончания направлен по партнабору в органы НКВД. Имел звание воентехника 1-го ранга.

### Служба в органах безопасности

#### Вторая мировая война
Службу в органах безопасности начал 4 февраля 1939 года в военной контрразведке. Занимал следующие посты:
- начальник особого отдела НКВД 2-й армии особого назначения[3][b], Воронеж (дальняя бомбардировочная авиация).
- начальник особого отдела НКВД 65-го отдельного стрелкового корпуса[c] Ленинградского военного округа (с 14 декабря 1939 года).

С 6 сентября 1940 года выведен в резерв отдела кадров НКВД с прикомандированием к 5-му (иностранному) отделу ГУГБ НКВД. Позже был переведён во внешнюю разведку, занимал следующие должности:
- резидент НКВД-НКГБ в Мариехамне, Аландские острова, Финляндия (сентябрь 1940 — август 1941 года), в послевоенные годы участвовал в демилитаризации островов[6];
- начальник 3-го отделения 7-го отдела (дальневосточного) 1-го управления НКВД СССР (11 августа — 30 ноября 1941 года);
- в резерве назначения 1-го управления НКВД СССР (30 ноября 1941 — 18 марта 1942 года);
- с апреля 1942 по январь 1946 года находился в США, был заместителем резидента НКВД-НКГБ по научно-технической разведке, получил ценные данные по разработке ядерного оружия в США[6][2]. В США работал вместе с Александром Феклисовым[1].
- в распоряжении 1-го управления НКГБ-МГБ СССР (январь — июнь 1946 года);
- заместитель начальника отдела «1-Е» (он же 11-й отдел, научно-техническая разведка) 1-го главного управления МГБ СССР[1] (27 июня 1946 — июнь 1947 года), в 1947 году выезжал в краткосрочные командировки в Венгрию, Норвегию, Чехословакию, Швецию и Италию.

Согласно записям бесед Эдварда Джея Эпштейна с польским перебежчиком Михалом Голеневским, в июне 1942 года некий агент Арсений, представившийся как Андрей Иванович Шевченко, прибыл в Буффало в составе советской закупочной комиссии, которая изучала варианты самолётов для приобретения по программе ленд-лиза: его внимание привлекла продукция компании Bell Aircraft. В 2009 году историки Джон Эрл Хэйнс и Харви Клер заявили, что под псевдонимом Арсений мог скрываться именно Раина.
Павел Судоплатов также писал, что в 1944—1945 годах американцы, используя Раину, передавали через своего подставного агента Советскому Союзу большое количество дезинформации по атомному оружию, однако вся эта дезинформация была раскрыта в 1945—1949 годах ведущими советскими специалистами по атомной физике при содействии сотрудников научно-технической разведки СССР.

#### Послевоенные годы
В 1947 годах выезжал в краткосрочные командировки в Венгрию, Норвегию, Чехословакию, Швецию и Югославию. С 1947 по 1952 годы работал в Комитете информации при МИД СССР, занимая следующие должности:
- начальник 5-го отдела 1-го управления (июль 1947 — август 1950 года);
- и. о. начальника 2-го отдела 1-го управления (1950 год);
- и. о. начальника, с 24 августа 1950 года — начальник 1-го управления (по 12 января 1952 года);
- член Комитета информации при МИД СССР (24 февраля 1951 — 12 января 1952 года).

С 29 декабря 1951 года по 4 февраля 1952 года был исполняющим обязанности заместителя начальника 1-го главного управления МГБ СССР, с 4 февраля 1952 года по 17 марта 1953 года — заместитель начальника. После смерти Иосифа Сталина занимал следующие должности:
- помощник начальника 2-го главного управления (внешней разведки) МВД СССР, начальник 1-го (США, Канада, Латинская Америка) отдела (17 марта — 9 мая 1953 года);
- начальник 6-го (научно-технической разведки) отдела 2-го главного управления МВД СССР (9 мая — 17 июля 1953 года);
- заместитель старшего советника МВД и КГБ при МОБ КНР по разведке, старший советник при внешнеполитической разведке (17 июля 1953 — 16 июля 1954 года)[6];
- и. о. начальника 1-го (американского) отдела 1-го главного управления КГБ при СМ СССР (16 июля — октябрь 1954 г.);
- начальник факультета усовершенствования школы № 101 при ПГУ КГБ СССР (1956—1960 годы)[6];
- заместитель старшего консультанта КГБ при МВД Польши[пол.] (1960—1963 годы).

На пенсии с 1963 года. С 16 сентября 1967 года — персональный пенсионер союзного значения. Проживал в Москве. Умер в 1973 году.

### Присвоенные звания
- воентехник I ранга[3]
- капитан государственной безопасности (4 февраля 1939)[9]
- майор государственной безопасности (28 октября 1939)[10]
- полковник государственной безопасности (14 февраля 1943)[11]

### Награды
Отмечен следующими наградами:
- два ордена Ленина
  - 29 октября 1949 года — за успешное выполнение специального задания правительства[12][13][d]
  - 5 ноября 1954 года
- орден Красного Знамени (24 ноября 1950 года)
- три ордена Красной Звезды
  - 5 ноября 1944 года — за успешное выполнение заданий правительства по обеспечению государственной безопасности в период Отечественной войны[15]
  - 19 января 1945 года[3] — за выслугу лет в органах НКВД-НКГБ[16]
  - февраль 1945 года
- орден «Знак Почета» (26 апреля 1940 года) — за успешное выполнение заданий Правительства по охране государственной безопасности[17]
- нагрудный знак «Почетный сотрудник госбезопасности» (№ 1372, 1 июля 1960 года)
- три медали

## Комментарии
1. ↑  В пенсионном деле в качестве года рождения указан 1895 год[3].
2. ↑  По данным А. И. Колпакиди и Д. П. Прохорова — 2-й воздушной армии ОСНАЗ[7].
3. ↑  По данным А. И. Колпакиди и Д. П. Прохорова — 63-го особого военно-воздушного корпуса[7].
4. ↑  Орденом награждён за выполнение задания по атомной энергетике[6], связанного с получением информации о Манхэттенском проекте[14].